# Dunedin

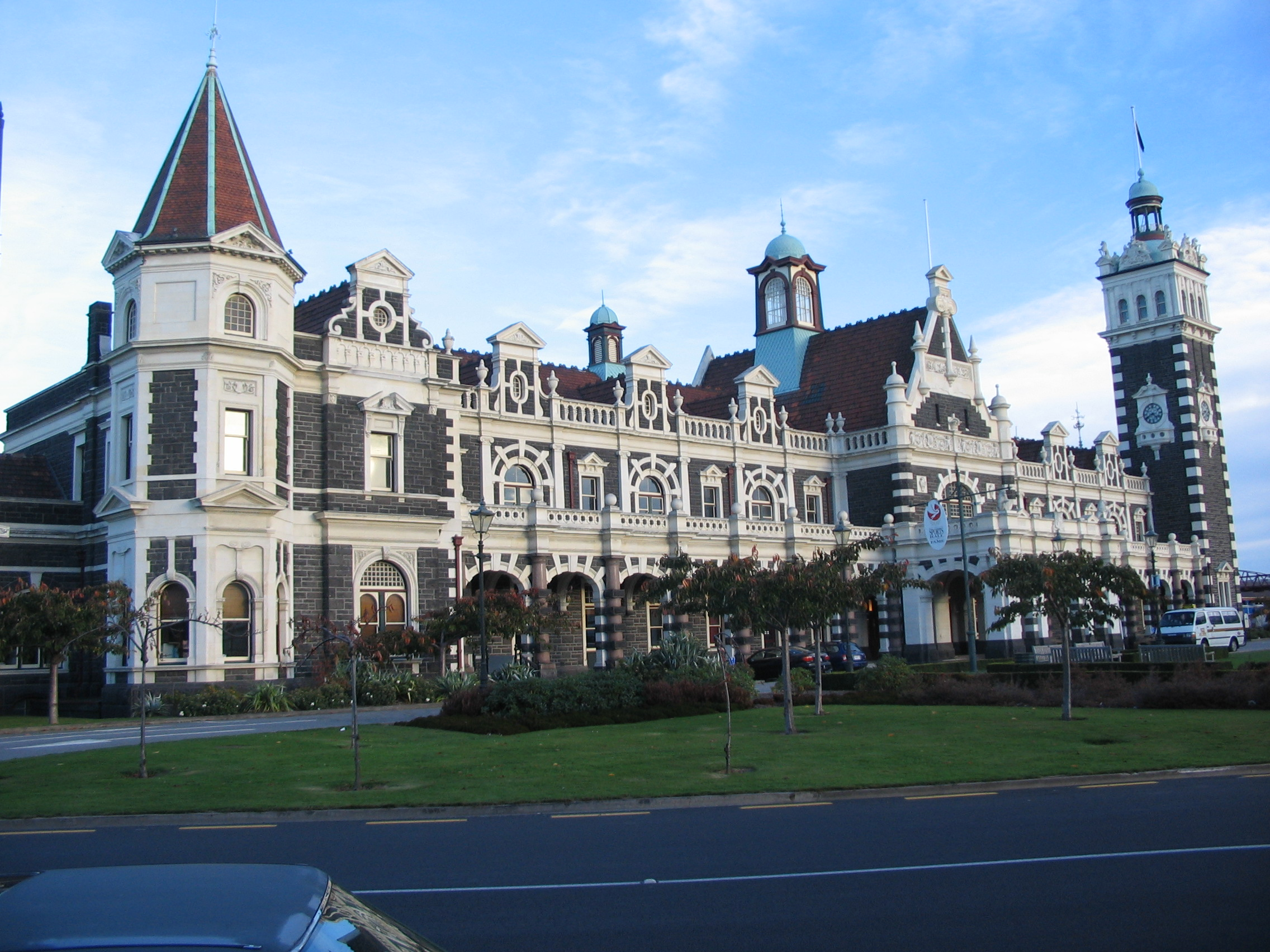
station van Dunedin

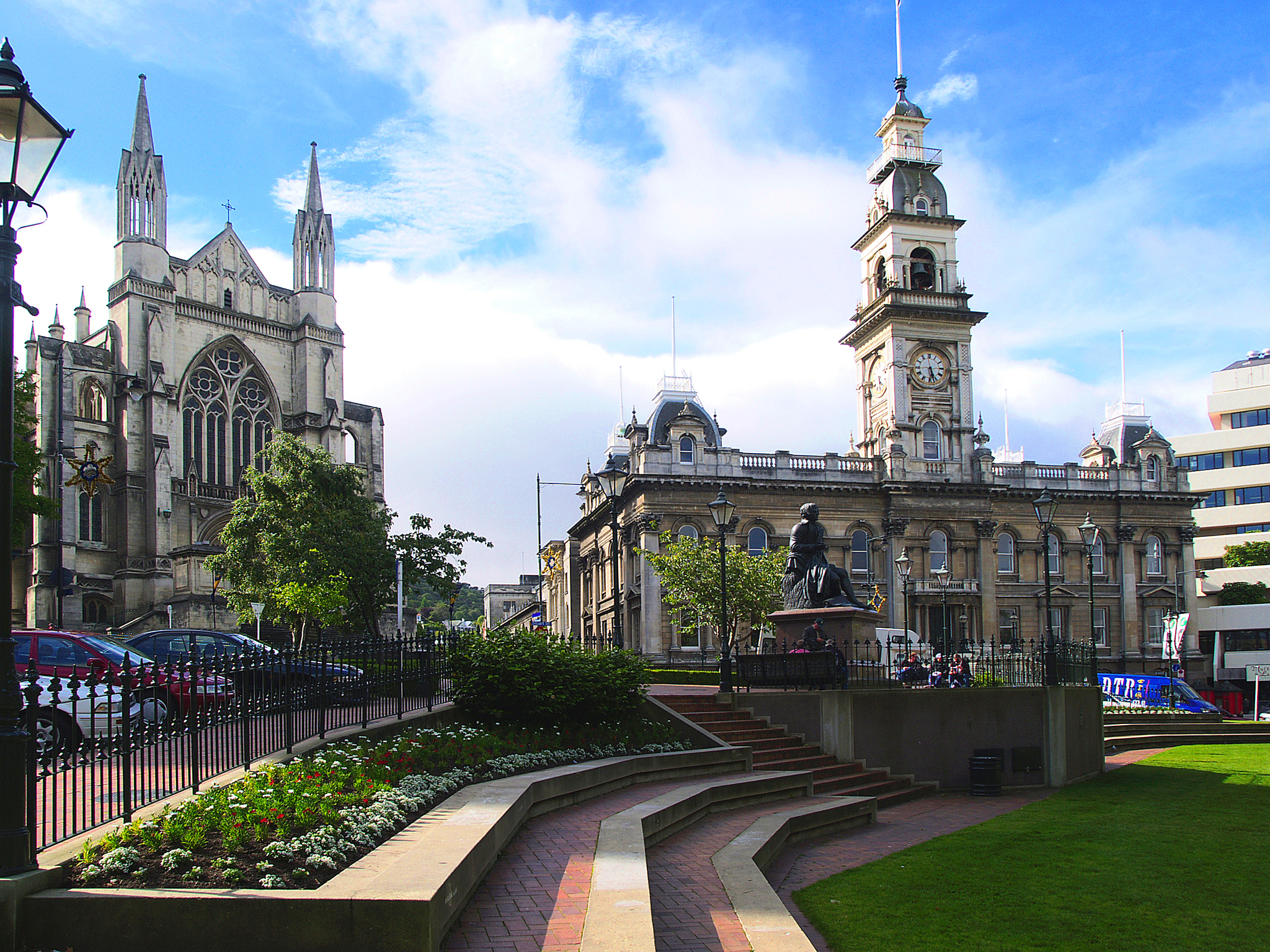
stadhuis en Sint-Pauluskathedraal

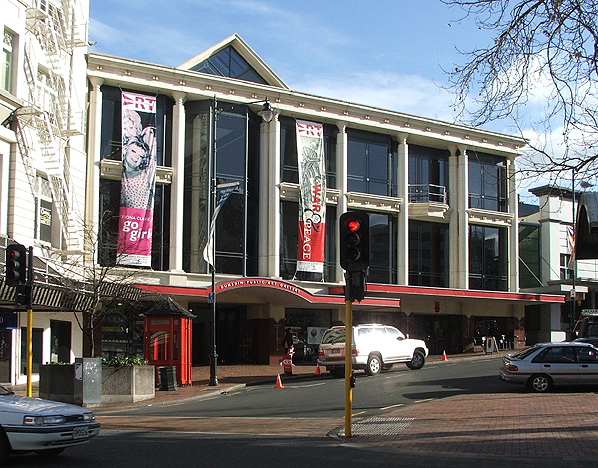
Dunedin Public Art Gallery

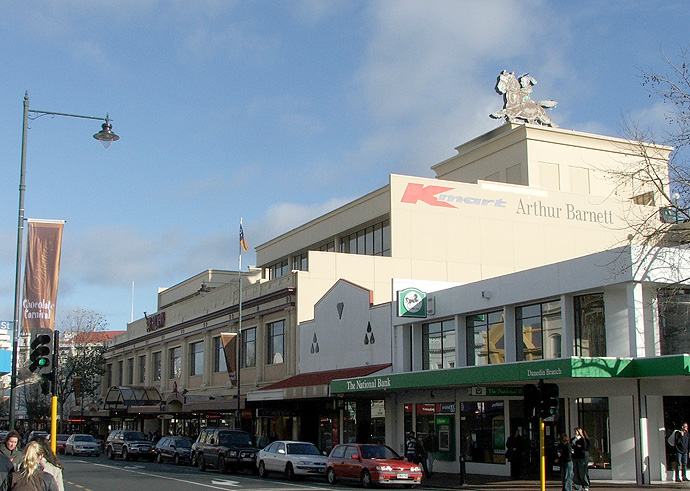
Meridian Mall

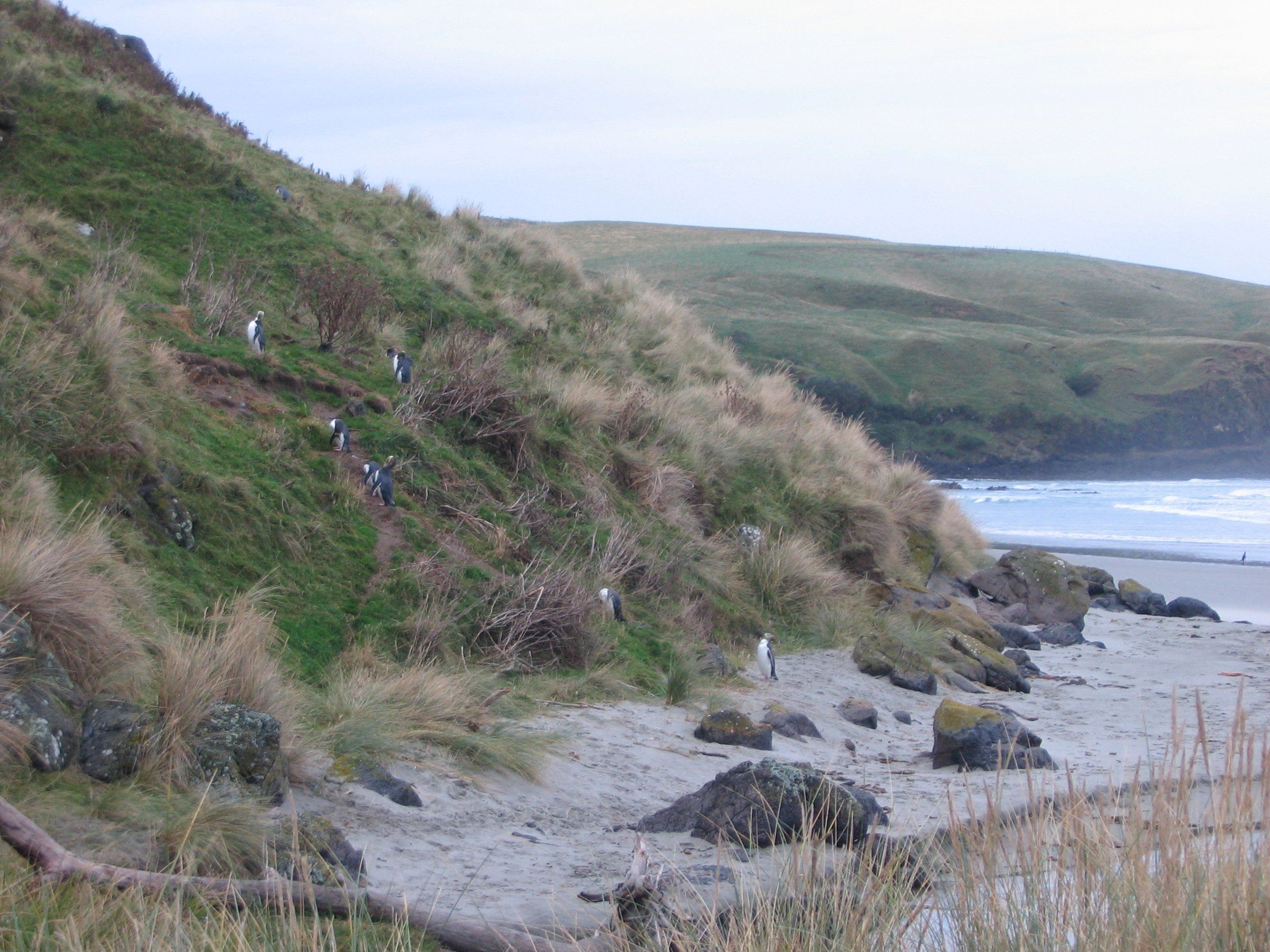
Geeloogpinguïns op het strand van Otago Peninsula

Dunedin (Ōtepoti  in het Maori) is de tweede stad in aantal inwoners na Christchurch op het Zuidereiland van Nieuw-Zeeland met circa 130.700 inwoners (2018) en een oppervlakte van 3315 km². Dunedin werd in 1848 gesticht door de Free Church of Scotland. De naam komt van Dùn Èideann, de Gaelische naam voor de Schotse hoofdstad Edinburgh. In Dunedin staat de oudste universiteit van Nieuw-Zeeland, de University of Otago. Dunedin is een UNESCO City of Literature.

## Schotse invloed
Dunedin is een studentenstad. Deze stad heeft een typische Schotse uitstraling en bezit twee grote kerken: de Anglicaanse St. Paul's Cathedral en de First Church. De katholieke kathedraal is de Sint-Jozefkathedraal. Het stratenplan is bijna volkomen gelijk aan dat van Edinburgh in Schotland.

## Otago Central Rail Trail (treinreis)
Vanuit het station van Dunedin kan men een historische treinreis maken door het achterland van deze stad; over en door de bergen, over oude bruggen, door tunnels en over en langs riviertjes. Rond december geeft deze reis nog iets extra's, namelijk de brem die dan in bloei staat. Deze reis heet de Otago Central Rail Trail en duurt heen en terug circa 4 uur. Men kan in Pukerangi of Middelmarch uitstappen en de rondreis voortzetten per mountainbike richting Queenstown.

## Toerisme
Enkele toeristische plaatsen zijn de Art Gallery (gratis) in het centrum, surfen op St. Clair beach. Men kan bier proeven in de traditionele Speight's brouwerij en hier ook een rondleiding krijgen. In het centrum van Dunedin vindt men winkels, bars, restaurants en bioscopen.
Dunedin heeft met Baldwin Street de steilste straat ter wereld met een helling van 34,8%, op de tweede plaats gevolgd door Ffordd Pen Llech in Harlech in Wales met een helling van 28,6%.

## Belangrijke gebouwen
- Dunedin Railway Station
- Dunedin Town Hall
- Larnach Castle
- Cargill's Castle
- Cadbury World
- Olveston
- Speight's Brewery
- University of Otago
- Regent Theatre
- Fortune Theatre
- Dunedin Municipal Chambers
- Allied Press Building
- Dunedin Public Hospital
- Meridian Mall
- The Octagon

### Museum, galerie, bibliotheek
- Otago Museum
- Otago Settlers Museum
- Dunedin Public Art Gallery
- Dunedin Public Libraries
- Hocken Library

### Kerken
- St. Pauls Cathedral
- First Church
- Knox Church
- St. Joseph's Cathedral
- Kaikorai Presbyterian Church
- Church of Jesus Christ of Latter-day Saints
- Hanover Street Baptist Church — nu Monkey Bar
- Trinity Wesleyan Church — nu Fortune Theatre

### Parken en tuinen
- Dunedin Botanic Gardens
- Dunedin Chinese Garden
- Town Belt (Een aaneengesloten reeks van gemeenteparken)

## Peninsula
Het schiereiland Dunedin Peninsula (ook wel Otago Peninsula genoemd) is bekend om haar natuurschoon. Op dit schiereilandje vindt men veel beschermd natuurschoon, zoals een albatroskolonie bij Taiaroa Head en een kleine kolonie van geeloogpinguïns. Ook staat er een oud kasteel: Larnach Castle.

## Verkeer en vervoer
Dunedin is bereikbaar via Highway 1. Het heeft een treinstation, het Dunedin Railway Station en een luchthaven, Dunedin International Airport.
Er zijn veerverbindingen tussen Port Chalmers en Portobello.

## Klimaat
Dunedin heeft een gematigd klimaat. In de stad zijn er een aantal verschillende microklimaten en weersomstandigheden kunnen van wijk tot wijk verschillen. Dit heeft te maken met de geografie rondom Dunedin. De nabijheid van de oceaan heeft ook een grote invloed op het klimaat. Daardoor kent de stad warme zomers en koude winters. Ondanks de koude winters komt er niet elk jaar sneeuwval voor. In de lente is het weer wisselvallig, maar van november tot april is het weer mild. In de zomer kan de temperatuur oplopen tot 30 graden Celsius. In vergelijking met de meeste steden in Nieuw-Zeeland valt er in Dunedin relatief weinig regen, gemiddeld slechts 750 millimeter per jaar.

## Geboren
- Arnold Nordmeyer (1901), politicus
- Yvette Williams (1929), verspringster
- Craig Seuseu (1971), beachvolleyballer

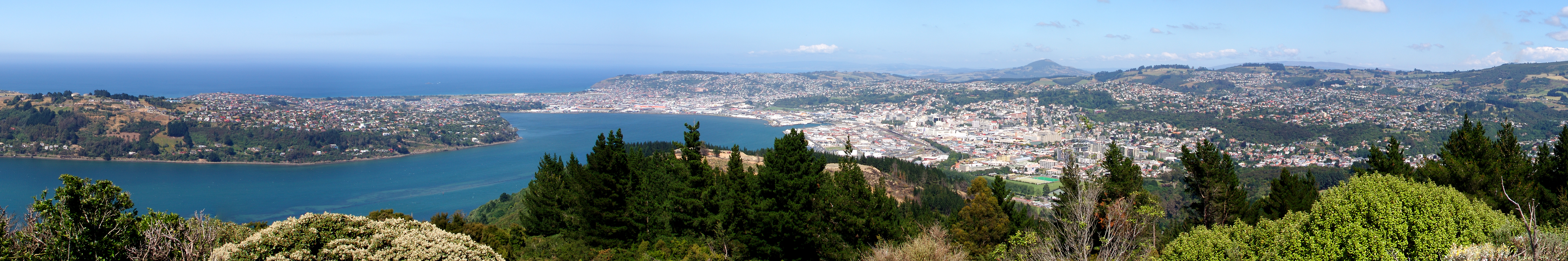
Panorama

- Jabez Olssen (1975), filmmonteur
- Greg Henderson (1976), wielrenner